# Mechanicsburg (Ohio)
Mechanicsburg es una villa ubicada en el condado de Champaign en el estado estadounidense de Ohio. En el Censo de 2010 tenía una población de 1644 habitantes y una densidad poblacional de 624,14 personas por km².

## Geografía
Mechanicsburg se encuentra ubicada en las coordenadas 40°4′25″N 83°33′22″O / 40.07361, -83.55611. Según la Oficina del Censo de los Estados Unidos, Mechanicsburg tiene una superficie total de 2.63 km², de la cual 2.62 km² corresponden a tierra firme y (0.69%) 0.02 km² es agua.

## Demografía
Según el censo de 2010, había 1644 personas residiendo en Mechanicsburg. La densidad de población era de 624,14 hab./km². De los 1644 habitantes, Mechanicsburg estaba compuesto por el 95.44% blancos, el 1.58% eran afroamericanos, el 0.49% eran amerindios, el 0.12% eran asiáticos, el 0% eran isleños del Pacífico, el 0.3% eran de otras razas y el 2.07% pertenecían a dos o más razas. Del total de la población el 0.97% eran hispanos o latinos de cualquier raza.